# Symplocos microphylla
Symplocos microphylla är en tvåhjärtbladig växtart som beskrevs av Robert Wight. Symplocos microphylla ingår i släktet Symplocos och familjen Symplocaceae. Inga underarter finns listade i Catalogue of Life.